# 中信造船集團

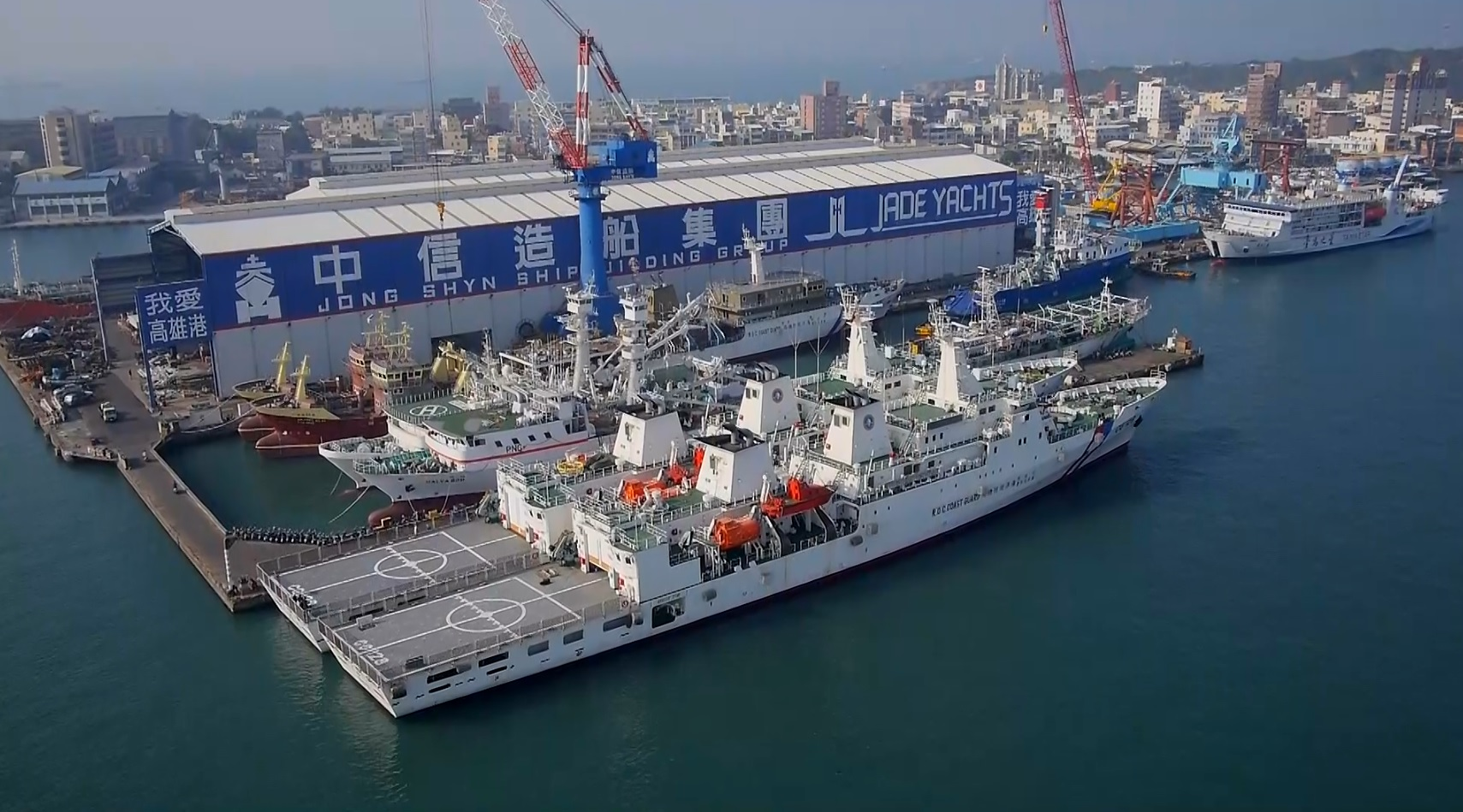
中信造船集團順榮廠空拍圖

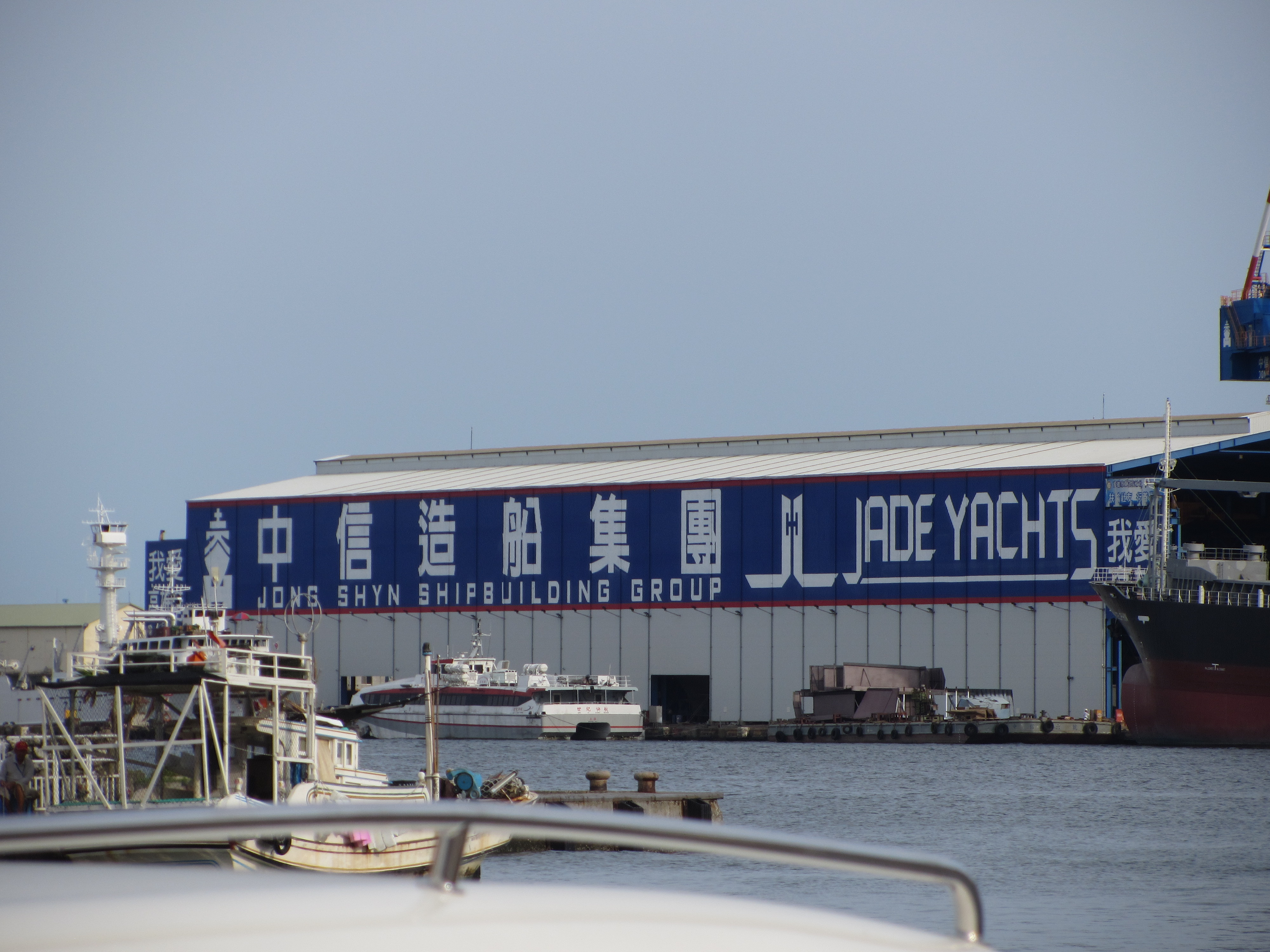
高雄港內的中信造船集團廠房。

中信造船集團，簡稱「中信造船」（與中國信託金融控股無任何隸屬關係），位於高雄市旗津區的造船企業，目前為台灣最大的民營造船廠。
中信造船集團總部設於設於高雄市旗津區，集團旗下有中信造船股份有限公司，高鼎遊艇兩家造船公司，高鼎遊艇為2004年併購聯合、聯成二家私人船廠，主要建造大型鋼鋁質豪華遊艇，及漁業公司等；造船廠區含中信廠區，新高廠區，林盛廠區，新天二廠區，新船廠區及順榮等六個廠區，船廠總佔地19萬1千平方公尺。

## 建造船舶

### 軍艦
- 中華民國海軍
  - 輕型巡防艦[1]
  - 中信軍用級無人船[2]

### 公務船舶
- 海洋委員會海巡署
  - 巡護二號、巡護三號、500噸級巡護艦、500噸級巡護艦、海巡署1000噸級遠洋巡護船、2,000噸級巡防救難艦、3,000噸級巡防救難艦、1000噸級巡防救難艦、600噸級巡防艦。

- 國家實驗研究院台灣海洋科技研究中心
  - 海研五號

### 民間船舶
各式貨輪及拖船

## 外部連結
- 中信造船集團 布局頂級遊艇（页面存档备份，存于）
- 中信造船集團 立足台灣放眼全球
- 韓碧祥 「瞎子不怕槍」的創業精神（页面存档备份，存于）